# (64) Ангелина
(64) Ангелина (нем. Angelina) — астероид главного пояса, принадлежащий к яркому спектральному классу E. Он был открыт 4 марта 1861 года немецким астрономом Эрнстом Темпелем в Марсельской обсерватории (это был первый из пяти открытых им астероидов) и назван в честь Ангелины, обсерватории барона Франца Ксавера фон Цаха, которая располагалась вблизи Марселя. Подобный выбор был подвергнут резкой критике со стороны немецких и британских астрономов, в частности, Джона Гершеля и Джорджа Эйри, поскольку для именования астероидов традиционно использовались имена мифологических персонажей. Тем не менее, астероиду всё же было присвоено наименование, предложенное Цахом.
Ангелина является одним из самых крупных астероидов редкого спектрального класса E, уступая размерами лишь таким астероидам этого класса, как (44) Ниса и (55) Пандора и имеет блеск порядка 0,28. Столь высокое альбедо учёные объясняют наличием на поверхности астероида такого минерала, как энстатит, который позволяет астероиду даже с относительно небольшим альбедо в перигелии иметь очень высокое значение видимой звёздной величины. Это явление известно также у спутников Юпитера Ио, Ганимеда и Европы, а также спутника Сатурна Япета.
Ранее предполагалось, что он является крупнейшим в своём классе, но, согласно недавним исследованиям, его диаметр составил лишь четверть от считавшегося ранее. Это объясняется сильно вытянутой формой и большой яркостью, ведь в обычных расчётах альбедо астероида принимается 0,15, и при абсолютной звёздной величине 7,67m это давало средний диаметр около 100 км. Окончательно установить размер астероида удалось лишь 11 октября 2008 года во время покрытия Ангелиной звезды TYC 0005-01295-1 9,2m. Максимальная продолжительность покрытия составила 5,2 секунды, что дало размер астероида, равный 48×53 км.
Наблюдениями обнаружены значительные неоднородности в распределении химико-минералогического состава поверхностного вещества астероида, проявляющиеся при разных фазах вращения.